# 메키촌
메키촌(米来村)은 오카야마현 마니와군에 있던 촌이다. 현재의 마니와시 고반, 다이킨야, 나카하라, 미사키, 메키에 해당한다.

## 역사
- 1889년 6월 1일 - 정촌제 시행에 의해 다이카나야촌, 나카하라촌, 미사키촌, 메키촌이 합병해 오바군 메키촌이 성립하였다.
- 1900년 4월 1일 - 오바군이 마시마군과 합병해 마니와군이 되어 메키촌은 마니와군에 소속되었다.
- 1905년 9월 1일 - 가시노촌과 합병해 미와촌이 성립하여, 동일 가시노촌은 폐지되었다.

## 오아자
- 다이카나야 台金屋（だいかなや） 〒719-3227
- 나카하라 中原（なかばら） 〒719-3225
- 미사키 三崎（みさき） 〒719-3226
- 메키 目木（めき） 〒719-3224

## 참고문헌
- 和泉橋警察署 『新旧対照市町村一覧』第2冊（東京：加藤孫次郎、1889（明22））
- 地名編纂委員会 『角川日本地名大辞典33 岡山』（角川学芸出版、1989、ISBN 4040013301）